# Music on Console
Music On Console (MOC)是一款在Linux/Unix文字介面下的音樂播放程式。
MOC功能強大且易於使用，整體介面排版近似於Midnight Commandert（一款文字介面檔案管理員）。其具有很高的自訂性。支援ALSA，OSS或JACK輸出；可自訂的色彩主題及介面；快速鍵；播放清單等。
由於為全文字介面，它所耗費的資源相當少。播放時主程式記憶體頂多佔2MB上下，CPU使用率也維持在個位數。且它用了一個輸出緩衝區來避免在高系統佔用率時的跳音，以及無間斷的背景播放。通常， 離開程式只會關掉操作介面———MOC會繼續背景播放。
MOC的client/server架構近似於MPD和XMMS2，但不同於這些播放器的是MOC沒有開放API：無法使用圖形介面操作（理論上透過SSH還是可行）。
在套件庫中Music On Console套件名被改成了「mocp」，因為名稱與Qt的一個套件「moc」相衝。因此要注意欲使用MOC時，應在終端機輸入mocp而不是moc。